# Passo Confinale
Il Passo Confinale (detto anche Pas da Confinal) è un valico alpino situato nelle Alpi Retiche occidentali al confine tra l'Italia e la Svizzera.
Dal versante italiano si trova al termine della Valle di Campo Moro (laterale della Valmalenco); da quello svizzero sul laterale della Val Poschiavo.
Il valico collega il comune italiano di Lanzada con quello svizzero di Poschiavo.
Dal punto di vista orografico il passo separa il Massiccio del Bernina (a nord) dal Gruppo dello Scalino (a sud).